# علی‌بیگلو (میاندوآب)
علی‌بیگلو (میاندوآب)، روستایی از توابع بخش مرکزی شهرستان میاندوآب در استان آذربایجان غربی ایران است.

## جمعیت
این روستا در دهستان زرینه‌رود قرار دارد و براساس سرشماری مرکز آمار ایران در سال ۱۳۹۵، جمعیت آن ۱۲۰۰ نفر (۴۰۰خانوار) بوده‌است.که از هزارو دویست نفر تقریبا۶۰۰ الی ۷۰۰ نفر از سلسله اهل حق هستند